# Droogijsstralen
Droogijsstralen, stralen met koud, vast CO2 (droogijs), is een droge reinigingstechniek die gebruikt wordt in tal van industrieën, bijvoorbeeld voor reiniging van:
- matrijzen
- elektrische onderdelen
- motorblokken
- graffiti- en verflagen
- oldtimers[1]
- schepen
- machines in de voedingsindustrie
- drukmachines (in grote drukkerijen)
- lasrobots en lastafels
- reinigen van de landingsbaanverlichting op Schiphol[2]

## Methode
Het principe van droogijsstralen is gebaseerd op het gebruik van droogijskorrels die door middel van een droogijsstraalmachine met grote kracht tegen het te reinigen oppervlak worden gespoten. Via de persluchtstroom worden de droogijsdeeltjes versneld in de straalslang en vervolgens door het pistool met de straalpijp (nozzle) op het oppervlak geschoten.
De reinigende werking is gebaseerd op drie effecten:
- Inslageffect. De persluchtstroom die het droogijs versnelt en het ontwerp van de straalpijp zorgen voor een grote kinetische energieoverdracht.
- Thermoshock. Door het temperatuursverschil tussen het te behandelen oppervlak en het droogijs ontstaat een grote temperatuurgradiënt. Deze temperatuurgradiënt veroorzaakt microscopische scheurtjes in de te verwijderen laag, waardoor deze makkelijker loskomt.
- Micro-explosie. Op het moment dat een droogijsdeeltje het te behandelen oppervlak raakt, wordt het omgezet in gas. Het volume van het gas is ongeveer 800 keer groter dan het droogijsdeeltje. Dit veroorzaakt een liftende kracht waardoor het vuil verwijderd wordt.

Droogijs of CO2 in vaste vorm wordt verkregen door de expansie van vloeibaar koolstofdioxide bij atmosferische druk. De
CO2 -sneeuw die daardoor ontstaat, wordt samengedrukt waardoor blokken of pellets ontstaan.
De droogijspellets of blokken worden verpakt en vervoerd in speciaal geïsoleerde droogijscontainers zodat de kwaliteit langdurig behouden blijft en de sublimatieverliezen tot een minimum beperkt blijven.

## Apparatuur
Er bestaan verschillende types droogijsstraalmachines:
- Elektrisch of pneumatisch aangedreven machines
- Machines die werken met droogijspellets of droogijsblokken
- Hogedruk- of lagedrukmachines
- Dubbelslangsystemen of enkelslangsystemen

Daarnaast is de nozzle zeer bepalend voor de efficiëntie van de reiniging. Er bestaan heel wat typen nozzles:
- Rechte of gebogen nozzles
- Nozzles met een hoog, laag of medium luchtdebiet
- Korte of lange nozzles